# Richard Page
Richard Page (ur. 16 maja 1953) – amerykański muzyk, najbardziej znany jako wokalista i basista grupy Mr. Mister. Obecnie autor piosenek i artysta solowy.

## Życiorys
Page urodził się 16 maja 1953 w Keokuk w stanie Iowa. Wychował się w muzykalnej rodzinie. Jego rodzice byli zawodowymi muzykami: ojciec (Robert) był piosenkarzem i dyrygentem, matka (Joyce) – organistką, pianistką i piosenkarką. Również całe rodzeństwo Page’a – trzej bracia i siostra – zostało muzykami.
W połowie lat 50. XX wieku rodzina przeprowadziła się do Montgomery w stanie Alabama, gdzie rodzice Page’a pracowali jako kierownicy muzyczni w lokalnym kościele metodystów.
Rodzina Page’a przeniosła się pod koniec lat 60. XX wieku do Phoenix w Arizonie, gdzie uczęszczał do Central High School, występując w musicalach, jak Oliver!.